# Districte de Mantes-la-Jolie
El Districte de Mantes-la-Jolie és un dels quatre districtes amb què es divideix el departament francès d'Yvelines, a la regió d'Illa de França. Té 5 cantons i 110 municipis i el cap del districte és la sostprefectura de Mantes-la-Jolie.

## Composició

### Cantons
- Aubergenville (en part)
- Bonnières-sur-Seine
- Limay
- Mantes-la-Jolie
- Les Mureaux

### Municipis
Els municipis del districte de Mantes-la-Jolie, i el seu codi INSEE, son:
1. Adainville (78006)
2. Arnouville-lès-Mantes (78020)
3. Aubergenville (78029)
4. Auffreville-Brasseuil (78031)
5. Aulnay-sur-Mauldre (78033)
6. Bazainville (78048)
7. Bennecourt (78057)
8. Blaru (78068)
9. Boinville-en-Mantois (78070)
10. Boinvilliers (78072)
11. Boissets (78076)
12. Boissy-Mauvoisin (78082)
13. Bonnières-sur-Seine (78089)
14. Bouafle (78090)
15. Bourdonné (78096)
16. Breuil-Bois-Robert (78104)
17. Bréval (78107)
18. Brueil-en-Vexin (78113)
19. Buchelay (78118)
20. Chapet (78140)
21. Chaufour-lès-Bonnières (78147)
22. Civry-la-Forêt (78163)
23. Condé-sur-Vesgre (78171)
24. Courgent (78185)
25. Cravent (78188)
26. Dammartin-en-Serve (78192)
27. Dannemarie (78194)
28. Drocourt (78202)
29. Ecquevilly (78206)
30. Épône (78217)
31. Évecquemont (78227)
32. La Falaise (78230)
33. Favrieux (78231)
34. Flacourt (78234)
35. Flins-Neuve-Église (78237)
36. Flins-sur-Seine (78238)
37. Follainville-Dennemont (78239)
38. Fontenay-Mauvoisin (78245)
39. Fontenay-Saint-Père (78246)
40. Freneuse (78255)
41. Gaillon-sur-Montcient (78261)
42. Gargenville (78267)
43. Gommecourt (78276)
44. Goussonville (78281)
45. Grandchamp (78283)
46. Gressey (78285)
47. Guernes (78290)
48. Guerville (78291)
49. Guitrancourt (78296)
50. Hardricourt (78299)
51. Hargeville (78300)
52. La Hauteville (78302)
53. Houdan (78310)
54. Issou (78314)
55. Jambville (78317)
56. Jeufosse (78320)
57. Jouy-Mauvoisin (78324)
58. Jumeauville (78325)
59. Juziers (78327)
60. Lainville-en-Vexin (78329)
61. Limay (78335)
62. Limetz-Villez (78337)
63. Lommoye (78344)
64. Longnes (78346)
65. Magnanville (78354)
66. Mantes-la-Jolie (78361)
67. Mantes-la-Ville (78362)
68. Maulette (78381)
69. Ménerville (78385)
70. Méricourt (78391)
71. Meulan-en-Yvelines (78401)
72. Mézières-sur-Seine (78402)
73. Mézy-sur-Seine (78403)
74. Moisson (78410)
75. Mondreville (78413)
76. Montalet-le-Bois (78416)
77. Montchauvet (78417)
78. Mousseaux-sur-Seine (78437)
79. Mulcent (78439)
80. Les Mureaux (78440)
81. Neauphlette (78444)
82. Nézel (78451)
83. Oinville-sur-Montcient (78460)
84. Orgerus (78465)
85. Orvilliers (78474)
86. Osmoy (78475)
87. Perdreauville (78484)
88. Porcheville (78501)
89. Port-Villez (78503)
90. Prunay-le-Temple (78505)
91. Richebourg (78520)
92. Rolleboise (78528)
93. Rosay (78530)
94. Rosny-sur-Seine (78531)
95. Sailly (78536)
96. Saint-Illiers-la-Ville (78558)
97. Saint-Illiers-le-Bois (78559)
98. Saint-Martin-des-Champs (78565)
99. Saint-Martin-la-Garenne (78567)
100. Septeuil (78591)
101. Soindres (78597)
102. Tacoignières (78605)
103. Le Tartre-Gaudran (78606)
104. Le Tertre-Saint-Denis (78608)
105. Tessancourt-sur-Aubette (78609)
106. Tilly (78618)
107. Vaux-sur-Seine (78638)
108. Vert (78647)
109. La Villeneuve-en-Chevrie (78668)
110. Villette (78677)